# Mlčení bolí
Mlčení bolí je celorepubliková kampaň Asociace pracovníků intervenčních center ČR (APIC) zaměřená proti domácímu násilí.
Hlavním cílem je rozbourat mýty a tabu kolem domácího násilí a upozornit na vysoké procento lidí, kteří se stali oběťmi fyzického, psychického, sexuálního, ekonomického či sociálního násilí. Podle APIC tvoří nejrizikovější skupinu manželské a partnerské páry ve věku 27 až 40 let. Stoupá počet případů násilí mezi zletilými dětmi a rodiči, i násilí páchané na seniorech. Osmnáct Intervenčních center v České republice poskytlo v roce 2014 pomoc celkem 4695 obětem.
Kampaň MLČENÍ BOLÍ podpořila také řada známých osobností. Svou tvář jí propůjčily například herečky Michaela Kuklová, Jitka Schneiderová, Ilona Svobodová a Andrea Kerestešová, herec David Suchařípa, nebo olympionik Roman Šebrle. Záštitu nad projektem převzala Miluše Horská, místopředsedkyně Senátu Parlamentu ČR. 
APIC spustila v červnu roku 2015 projekt zacílený na zlepšení praxe při prevenci, identifikaci a potírání domácího násilí prostřednictvím profesní specializace. Prostřednictvím celostátní kampaně s názvem MLČENÍ BOLÍ se snaží informovat laickou veřejnost o poslání intervenčních center a zároveň rozpoutat mezioborovou diskuzi na téma zkvalitnění pomoci lidem ohroženým domácím násilím v ČR. Součástí projektu je rozsáhlý sociologický výzkum mezi odborníky a uživateli služeb určených ohroženým osobám, zaměřený na mapování možností řešení případů domácího násilí. APIC také připravuje výukové aplikace určené pracovníkům institucí zainteresovaných na problému a chystá vydání populárně naučné knihy o domácím násilí v České republice.
Asociace pracovníků intervenčních center ČR sdružuje subjekty poskytující sociální službu intervenční centra (§60a zákona č. 108/2006 Sb., o sociálních službách). Intervenční centra, jako jediná sociální služba pro osoby ohrožené domácím násilím bezprostředně navazují na rozhodnutí Policie ČR o vykázání násilné osoby ze společného obydlí. Od roku 2007, tedy od zahájení provozu intervenčních center v ČR, APIC ověřuje v praxi účinnost Zákona na ochranu před domácím násilím (135/2006 Sb.) a mapuje poskytování pomoci obětem domácího násilí. 